# Diego Ardao
Diego Ardao Ferres (Uruguay, 4 de agosto de 1995), más conocido como Diego Ardao, es un jugador profesional uruguayo de rugby que se desempeña en la posición de centro exterior en Peñarol Rugby, equipo perteneciente a la liga Super Rugby Américas.

## Carrera
Ardao comenzó su carrera deportiva con el equipo Old Christians Club. En 2024 se unió a Peñarol Rugby, disputando su primera temporada en la Super Rugby Américas. También fue parte de la Selección de rugby de Uruguay.